# Ivy Lebelle
Ivy Lebelle (Los Angeles, 15 giugno 1987) è un'attrice pornografica statunitense.

## Biografia
Ivy Lebelle è nata e cresciuta a Los Angeles da una famiglia metà americana e metà italiana da parte di padre, all'età di 19 anni ha iniziato a lavorare come truccatrice, oltre che come modella e ballerina erotica.
Successivamente, all'età di 30 anni nel 2017 è entrata nell'industria pornografica, girando per Amateur Allure, la compagnia per cui faceva la truccatrice. Inizialmente, ha lavorato senza agente salvo poi passare con Mark Spiegler. Ha scelto Ivy Lebelle come nome d'arte in quanto fan della band The Cramps in onore dei due membri, Lex Interior e Poison Ivy mentre Lebelle per il suono.
Nel 2020 per la sua partecipazione in Drive, ha ottenuto sia il suo primo AVN che il suo primo XBIZ.

## Riconoscimenti
- AVN Awards
  - 2020 – Best Three-Way Sex Scene - Girl/Girl/Boy per Drive con Maitland Ward e Manuel Ferrara[8]

- XBIZ Awards
  - 2020 – Best Sex Scene - Feature Movie per Drive con Maitland Ward e Manuel Ferrara[9]